# Harry S. Day
Harry Sanderson Day (* 16. Mai 1871 in Fremont, Ohio; † 27. Juni 1956 ebenda) war ein US-amerikanischer Politiker (Republikanische Partei). Er war von 1923 bis 1927 und von 1931 bis 1937 Treasurer of State von Ohio.

## Werdegang
Harry Sanderson Day, Sohn von Emily Williams und John Day, wurde ungefähr sechs Jahre nach dem Ende des Bürgerkrieges im Sandusky County geboren und wuchs dort auf. Er besuchte öffentliche Schulen in Fremont. Danach arbeitete er bis 1891 für den Eisenbahn-Postdienst. 1891 schrieb sich Day am Oberlin College ein. Er besuchte auch das Otterbein College in Westerville (Ohio). 1901 heiratete er Lola Garvin. Das Paar hatte eine Tochter namens Mary Elizabeth. Day wurde 1906 zum Deputy Postmaster ernannt – ein Posten, den er bis 1915 bekleidete. 1919 wurde er Präsident der Ohio Nursery Association. Er leitete es viele Jahre lang. Zwischen 1918 und 1921 war Day zwei Amtszeiten lang als Bürgermeister von Fremont tätig. Er wurde 1922 zum Treasurer of State von Ohio gewählt und 1924 wiedergewählt. 1926 kandidierte er erfolglos für die republikanische Nominierung für das Amt des Gouverneurs von Ohio. Day wurde 1930 erneut zum Treasurer of State gewählt und 1932 sowie 1934 wiedergewählt. Später war er Direktor der Fremont Federal Savings and Loan Company und bis zu seinem Rücktritt 1955 Präsident der Liberty Banking Company. In seinen späteren Jahren lebte Day in Fremont in der 1215 Birchard Ave. Er verstarb 1956 im Fremont Memorial Hospital.